# Средства преодоления водных преград
Средства преодоления водных преград, Переправочное средство — совокупность инженерно-технических средств, машин, механизмов и материалов, применяющихся в ходе военных (боевых) действий для переправы войск через водные преграды.

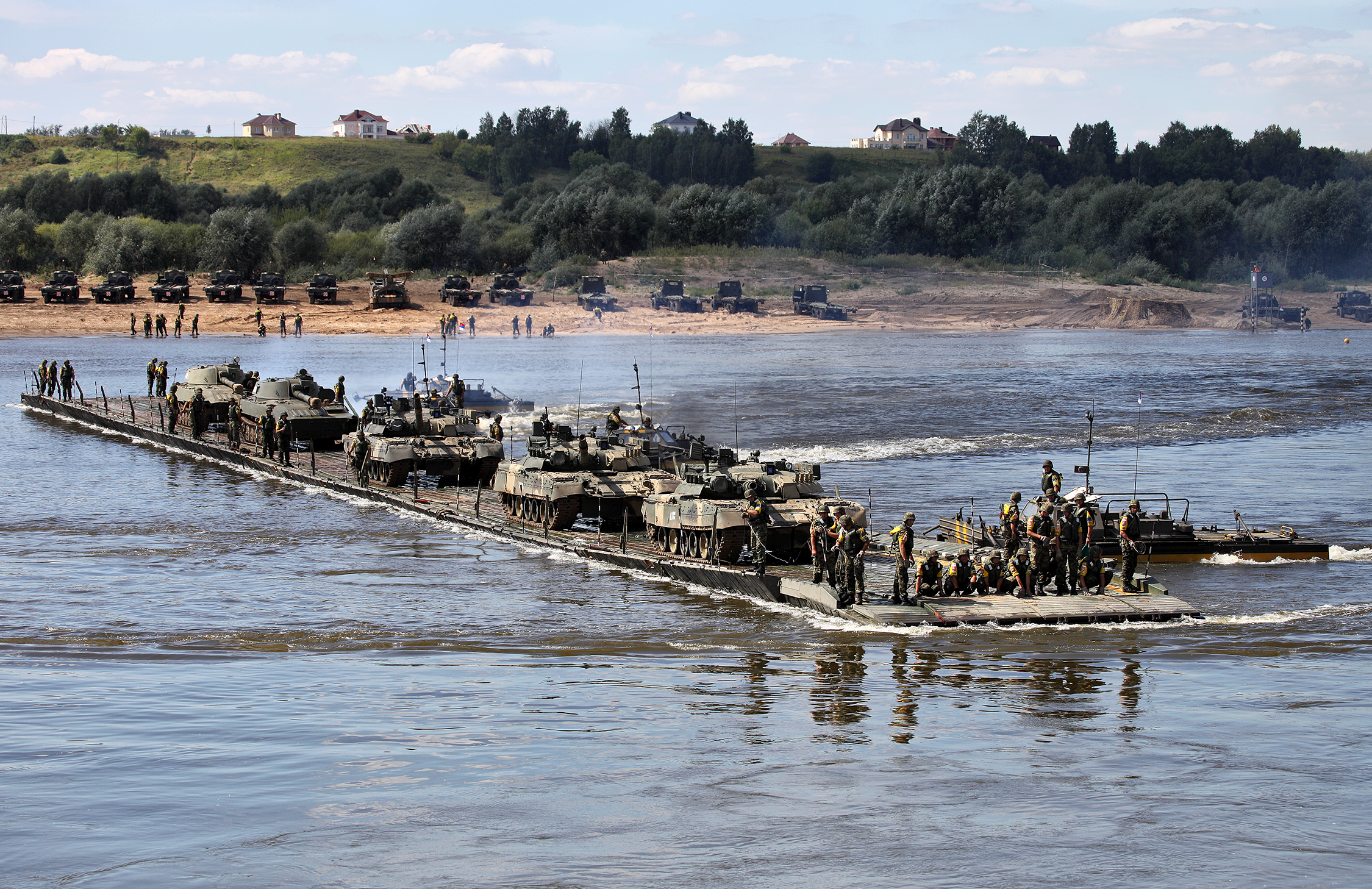
Ротный паром команды Сербии перевозит танки Т-80У и САУ 2С1 через реку на соревнованиях «Открытая вода» (II Армейские международные игры)

Средства преодоления водных преград входят в состав средств инженерного вооружения.

## Классификация

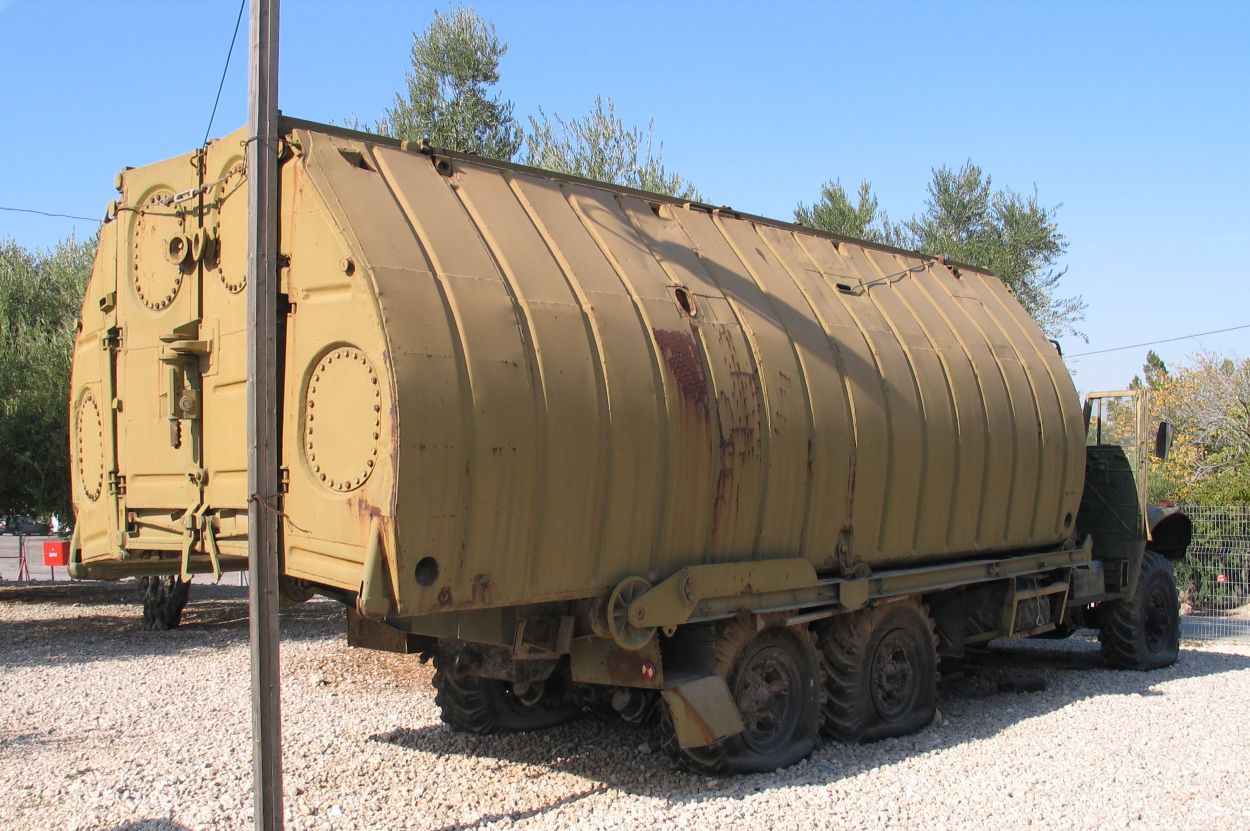
Понтонный парк на базе автомобиля КрАЗ.

Переправочные средства делятся на табельные (штатные), подручные и местные.
К табельным переправочным средствам относятся:
- механизированные мосты;
- самоходные переправочно-десантные средства;
- понтонные парки;
- разборные мосты;
- мостостроительные средства;
- средства моторизации переправ.

Наряду с табельными переправочными средствами в ходе военных (боевых) действий для переправы используют местные плавсредства: баржи, лодки, катера и паромы.
К подручным средствам относятся брёвна, доски, бочки, поплавки.

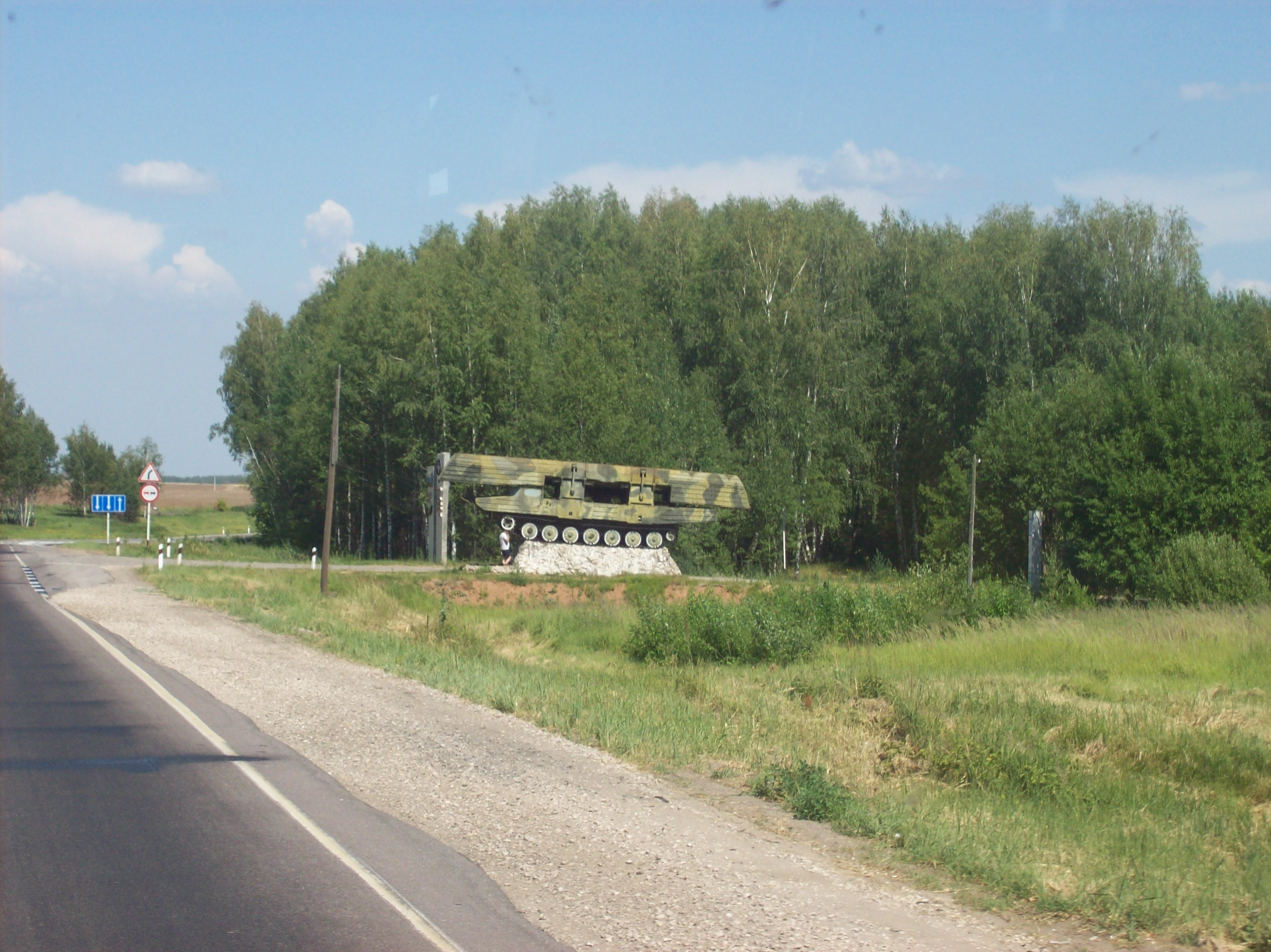
Гусеничный самоходный паром (ГСП).

## Средства преодоления водных преград в Великой Отечественной войне
Основными понтонными парками в годы Великой Отечественной войны были тяжёлые мостовые парки ТМП и Н2П, лёгкие — НЛП, которые предназначались для устройства наплавных мостов и паромных переправ. Грузоподъёмность тяжёлых парков 40—80 тонн, лёгких — до 25 тонн. Применялись также деревянные мостовые парки ДМП-41 и ДМП-42, деревянные лёгкие парки ДЛП, парки на резиновых лодках УВСА-3 и МдПА-3, специальные паромные парки СП-19 и другие. Для десантных паромных переправ были разработаны новые буксирные катера — лёгкие БМК-70 и тяжёлые БМК-90. Наряду с разборными металлическими мостами многократного использования были разработаны и применялись при действиях в горах висячие мосты.
Всего за годы Великой Отечественной войны было поставлено войскам свыше 1 000 различных понтонных парков, около 1 400 катеров и полуглиссеров, свыше 5 0000 десантных и резиновых лодок, около 50 000 резиновых плавательных костюмов и других переправочных средств. Так, при форсировании передовыми частями советских войск Днепра большое значение имели местные переправочные средства — рыбачьи лодки, паромы, катера, баржи.
В Берлинской операции 1945 года при подготовке форсирования реки Одер инженерными частями 2-го Белорусского фронта было изготовлено 1 800 сапёрных деревянных лодок, собрано и отремонтировано более 800 местных рыбачьих лодок. К исходу 19 апреля (второй день наступления) на Одере действовали 23 десантные переправы, 24 паромные переправы с 55 паромами различной грузоподъемности и три моста.